# 全国爱国党
全国爱国党（英語：National Patriotic Party）是利比里亚的民族主义政党。第一次利比里亚内战结束后，利比里亚全国爱国阵线的成员于1997年建立了全国爱国党。

## 历史
该党参加了1997年的大选，利比里亚全国爱国阵线的领导人，军阀查尔斯·泰勒担任该党的总统候选人。当时泰勒著名的选举口号为“他杀了我妈，他杀了我爸，但是我要选他。”泰勒以75%的选票赢得了总统选举。该党还赢得了众议院64个席位中的49个和参议院26个席位中的21个。由于第二次利比里亚内战的国内和国际压力，泰勒于2003年8月卸任总统。同年10月，泰勒的继任者摩西·布拉和立法机关成员辞职并将权力移交给利比里亚过渡政府 。
全国爱国党后来参加了2005年大选。当时该党员的总统候选人是Roland Massaquoi，获得了4.1%的选票。该党还在众议院赢得了四个席位，在参议院也赢得了四个席位。
2017年，有人发现查尔斯·泰勒在监狱中通过电话指导该党。